# Catherine McCammon

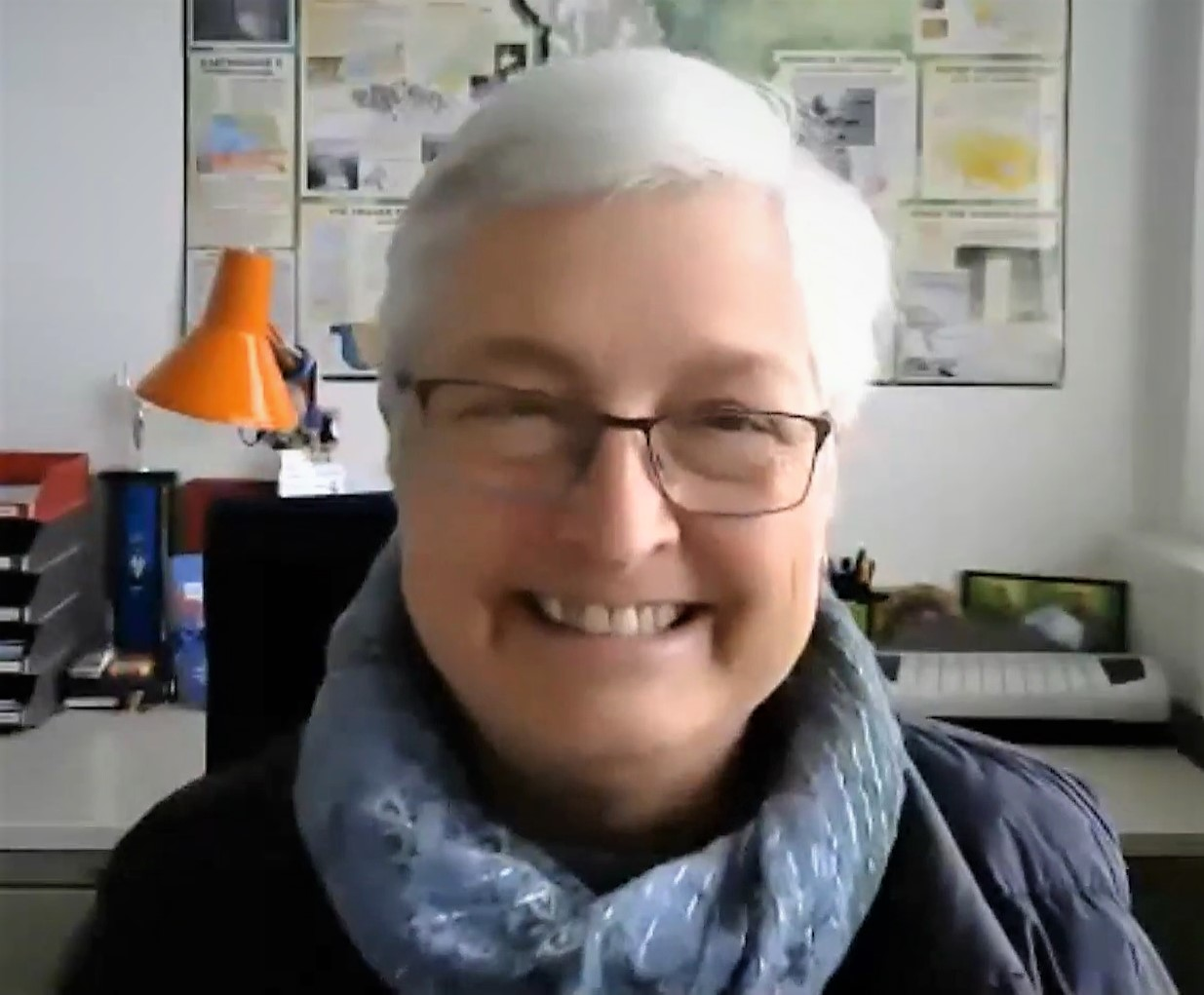
Cathrine McCammon (2020)

Catherine Ann McCammon (geb. 13. August 1957 in Winnipeg/Manitoba) ist eine kanadische Geologin und Mineralogin. Sie ist Akademische Direktorin am Bayerischen Geoinstitut (BGI) der Universität Bayreuth.

## Ausbildung
McCammon absolvierte ihr Grundstudium am Massachusetts Institute of Technology (MIT) mit Schwerpunkt Physik. 1978 wurde sie Mitglied der American Geophysical Union. Sie promovierte 1983 an der Australian National University in Canberra mit einer Arbeit über die Eigenschaften von Eisenoxiden und Sulfiden. Im Anschluss arbeitete sie mit einem Postdoc-Stipendium am Natural Sciences and Engineering Research Council (NSERC) der University of Manitoba in Winnipeg.

## Karriere
1985 wechselte McCammon an die University of British Columbia in Vancouver, zunächst wieder als Postdoc-Stipendiatin, dann als Assistant Professor. 1990 wechselte sie an die Universität Bayreuth, dort wurde sie 1996 auf eine feste Stelle ernannt. 2017 habilitierte sie sich.
McCammon untersucht tiefe Gesteinsproben unter Verwendung spezieller spektroskopischer Techniken. Insbesondere arbeitet sie mit der Röntgenemissions-, der Röntgenabsorptions- und der Mößbauerspektroskopie. Sie entwickelte die Mößbauer-Milliprobe, mit der man Mößbauer-Spektren von Objekten, die kleiner als 500 μm sind, messen kann. Die Milliprobe erlaubt die Charakterisierung von Mineralien unter hohen Drücken und auch an verschiedenen Grenzflächen.
McCammon erforscht die Eigenschaften von Eisen in Hochdruckmaterialien, wobei sie dessen Oxidationsgrad und molekularelektronisches Verhalten misst, um damit ein genaues Modell vom Aufbau des Erdkerns zu erhalten und auch Einblicke in die geochemische Entwicklung des Planeten zu bekommen. Die Hochdruckexperimente trugen dazu bei, den Kreislauf des Sauerstoffs auf der Erde sowie den Effekt von Eisen auf Diskontinuitäten des Erdmantels und die Leitfähigkeit von Mineralien besser zu verstehen.
Catherine McCammon ist seit 2006 Herausgeberin des Fachjournals Physics and Chemistry of Minerals.

## Auszeichnungen und Ehrungen
- 2001 Auszeichnung als Distinguished Lecturer durch die Mineralogical Society of America[7]
- 2002 Aufnahme als Fellow in die Mineralogical Society of America[8]
- 2007 Aufnahme als Fellow in die European Association of Geochemistry[9]
- 2007 Aufnahme als Fellow in die American Geophysical Union[10]
- 2013 Robert-Wilhelm-Bunsen-Medaille der European Geosciences Union[4]
- 2017 IBAME Science Award des International Board on the Applications of the Mössbauer Effect (IBAME)[11]
- 2023 Harry H. Hess Medal der American Geophysical Union

## Publikationen (Auswahl)
- Frost, Daniel J.; McCammon, Catherine A.: The Redox State of Earth's Mantle, Annual Review of Earth and Planetary Sciences, Vol. 36, S. 389–420, 2008
- Frost, Daniel J.; Liebske, Christian; Langenhorst, Falko; McCammon, Catherine A.; Trønnes, Reidar G.; Rubie, David C.: Experimental evidence for the existence of iron-rich metal in the Earth's lower mantle, Nature, Vol. 428, S. 409–412, 2004
- Stagno, Vincenzo; Ojwang, Dickson O.; McCammon, Catherine A.; Frost, Daniel J.: The oxidation state of the mantle and the extraction of carbon from Earth's interior Nature, Vol. 493, S. 84–88, 2013

## Privates
McCammon ist verheiratet mit Richard Wilson Howes, sie hat einen Sohn.